# Garung (Garung)
Garung is een bestuurslaag in het regentschap Wonosobo van de provincie Midden-Java, Indonesië. Garung telt 4138 inwoners (volkstelling 2010).